# Terheijl (havezate)

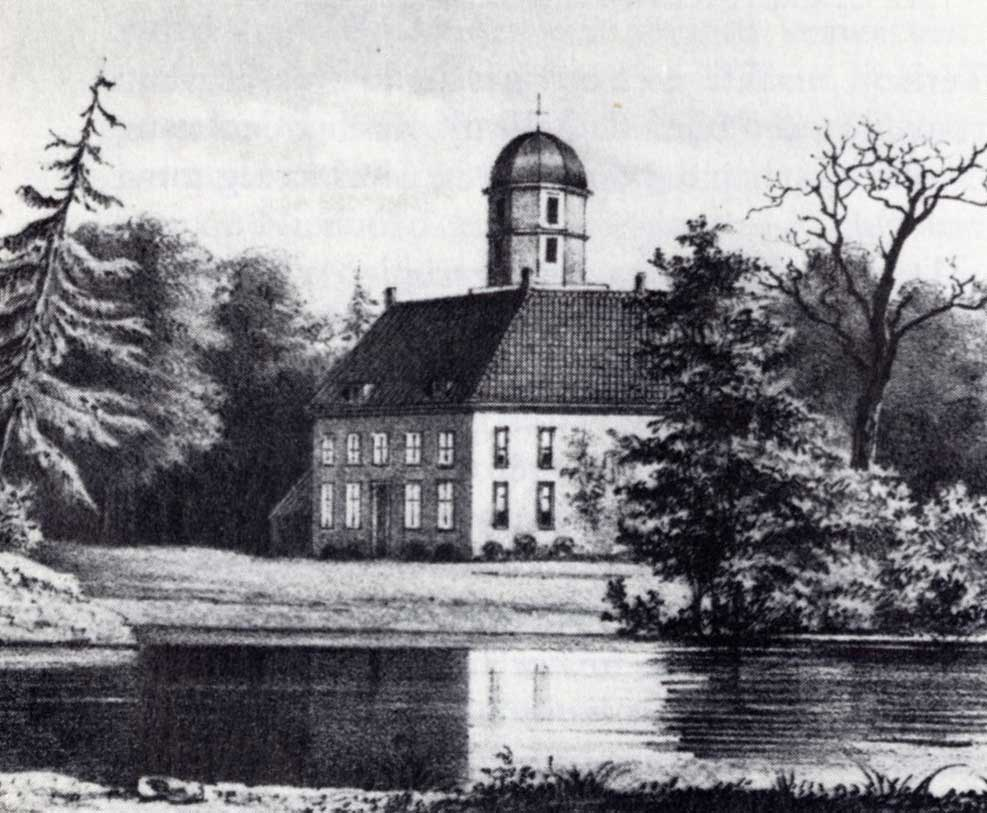
De havezate Terheijl door Jan Reijnders voor 1853

Terheijl (ook De Helle en Het Paradijs genoemd) was een havezate in de gelijknamige buurtschap nabij de Drentse plaats Nietap in het dingspel Noordenveld aan de grens tussen Groningen en Drenthe.
Terheijl behoorde in de 15e en de 16e eeuw tot de bezittingen van het klooster van Aduard. na 1595 kwam Terheijl in het bezit van Stad en Lande. Zij verkochten het bezit aan de stad Groningen en die verkochten het weer door aan de drost van Drenthe, Casper van Ewsum. Vanwege zijn verdienste voor Drenthe verwierf hij het recht van havezate voor zijn bezit Terheijl. De Van Ewsums woonden zelf niet in Terheijl, zij verhuurden de havezate. De Van Ewsums bewoonden zelf de borg Nienoord, net over de provincie grens in het Groningse plaats Leek. Ook de familie Van In- en Kniphuisen, die de bezittingen van de Ewsums door vererving in handen kregen, woonden in Terheijl. Van de mogelijkheid om door middel van het bezit van de havezate Terheijl toegelaten te worden tot de Ridderschap van Drenthe is nooit gebruikgemaakt. In 1783 werd de havezate verkocht aan Arend baron Sloet. Na zijn overlijden hertrouwde zijn vrouw met de Overijsselse advocaat en patriot Willem de Lille. Dit echtpaar knapte de havezate voor ƒ 80.000 op en ging er ook daadwerkelijk wonen. De Lille speelde een actieve rol in Drenthe, hij hield zich bezig met ontginning van de streek en vervulde er politieke functies. Na hun overlijden hebben hun nazaten getracht het landgoed te exploiteren. De tekorten waren echter dermate omvangrijk, dat in 1853 besloten werd om Terheijl met bijbehorende bezittingen te verkopen. Na de verkoop werd Terheijl door de nieuwe eigenaar afgebroken.
Bij de verkoop in 1853 werd het huis als volgt omschreven:
acht beneden- en bovenkamers, zaal, provisie- en badkamers, keuken, kelder, stallingen, koetshuis en schuur, koetsiers- en tuinmanswoningen, fraai aangelegden tuin met druivenkast, hoven met uitmuntende vruchtbomen, riante vischrijke waterpartijen enz. enz. enz. bosch- en andere gronden, benevens de laan naar Tautenburg en die naar Leek.
Volgens berichten in de Leeuwarder Courant hebben de nieuwe eigenaren, Harkema en consorten uit Warfhuizen, nog wel pogingen ondernomen om de havezate te verkopen.